# Soan Papdi

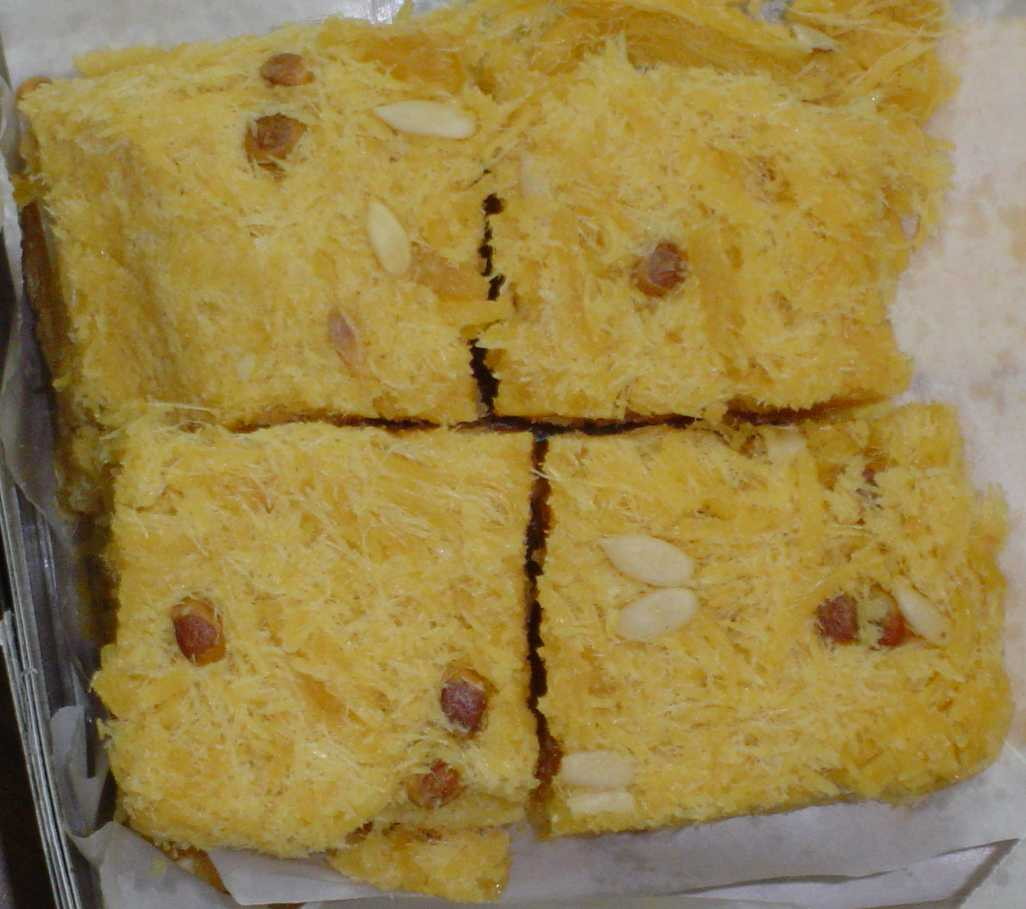
Soan Papdi

Soan Papdi, auch Sohan papdi, Soam papdi, Sohan halva oder Patisa, ist eine verbreitete südasiatische (Indien, Pakistan, Bangladesch) Süßigkeit. Sie hat eine rechteckige Form und wird aus Zucker, Kichererbsenmehl, Mehl, Ghee (Butterschmalz), Milch und Kardamom hergestellt. Die Konsistenz von Soan Papdi ist faserig-weich bis zu knusprig und blättchenförmig. Traditionell wird es am hinduistischen Festtag Diwali gereicht.